# Sean Berdy
Sean Berdy est un acteur et chansigneur sourd américain, né le 3 juin 1993 à Boca Raton (Floride).
Il se fait connaître grâce au rôle d'Emmett Bledsoe dans la série télévisée Switched (2011-2017).

## Biographie

### Enfance et formation
Sean Lance Berdy naît le 3 juin 1993 à Boca Raton, en Floride. Il est le fils de Terrie et Scott Berdy, et a un frère, Tyler Berdy. Il est né sourd dans une famille de sourds,, la langue des signes américaine (ASL) est sa langue maternelle, aussi il s'y exprime au cinéma et à la télévision.
Il étudie à Indiana School for the Deaf, où, durant sa deuxième année, il est alors élu Mister Deaf Teen America 2010, concours organisé depuis 1999 par la Model Secondary School for the Deaf.

### Carrière
En 2005, Sean Berdy fait plusieurs apparitions au cinéma, dans Le Gang des Champions 2 (en) dans le rôle de Sammy « Fingers » Samuelson, dans Bondage (en) (2006) et dans deux films en ASL, The Deaf Family (2008 et The Legend of the Mountain Man (2008).
En 2011, il est choisi pour incarner le rôle d'Emmett Bledsoe, fils de Melody Bledsoe interprétée par Marlee Matlin, dans la série Switched, dont il devient l'un des personnages principaux. En septembre 2011 le site internet Deafpeople.com l'a désigné « Personnalité sourde du mois ».
En 2019, il joue dans la série The Society, diffusée sur la plateforme Netflix, dans laquelle il incarne le personnage de Sam Eliot, un des rôles principaux de la série.

## Filmographie

### Longs métrages
- 2005 : Le Gang des Champions 2 (en) (The Sandlot 2) de David M. Evans : Sammy « Fingers » Samuelson
- 2006 : Bondage (en) (Bondage) d'Eric Allen Bell (en) : Young Trey
- 2008 : The Legend of the Mountain Man : Nick
- 2008 : The Deaf Family : Wesley

### Séries télévisées
- 2011 : Switched (Switched at Birth) : Emmett Bledsoe (98 épisodes)
- 2018 : Drunk History : Frank Bowe (saison 5, épisode 5 : Civil Rights)
- 2019 : The Society : Sam Eliot (10 épisodes)

## Distinctions

### Nominations
- Teen Choice Awards 2011 : révélation à la télévision pour Switched[6]
- DeafNation 2012 : prix Inspirational Awards[7].